# Elihu Thomson
Pour les articles homonymes, voir Thomson.
Elihu Thomson (né le 29 mars 1853 à Manchester (Angleterre), décédé le 13 mars 1937  à Swampscott, Massachusetts, États-Unis) est un ingénieur et inventeur américain à l'origine de la fondation de la Thomson-Houston Electric Company.

## Biographie
Né à Manchester, sa famille émigre vers Philadelphie en 1858. Vers 1880, il fonde avec Edwin J. Houston la Thomson-Houston Electric Company, qui fusionne en 1892 avec Edison General Electric Company pour devenir General Electric Company. Le nom de Thomson est resté attaché à la compagnie britannique British Thomson-Houston (en) (BTH) et aux sociétés françaises Thomson (actuellement Technicolor) et Alsthom (aujourd'hui Alstom).
Thomson est à l'origine de pas moins de 700 brevets dont le wattmètre à induction. Il fut l'un des premiers à dénoncer les dangers des rayons X.
Il est président du MIT de 1920 à 1923.
Son dernier domicile est déclaré National Historic Landmark en 1976.

## Brevets
- (en) Brevet U.S. 261790 Electric-Arc Lamp
- (en) Brevet U.S. 283437 Electric Lamp
- (en) Brevet U.S. 297200 Electric-Arc Lamp
- (en) Brevet U.S. 302963 Regulator For Dynamo-Electric Machines
- (en) Brevet U.S. 335159 System Of Electric Distribution
- (en) Brevet U.S. 350956 Automatic Compensator For Magnets
- (en) Brevet U.S. 367469 System Of Electric Distribution
- (en) Brevet U.S. 360122 System Of Electric Distribution
- (en) Brevet U.S. 403707 Process Of Electric Soldering
- (en) Brevet U.S. 451345 Method Of Electric Welding
- (en) Brevet U.S. 461144 Electric-Arc Lamp
- (en) Brevet U.S. 461856 Mode Of Making Tools
- (en) Brevet U.S. 478145 Electric-Arc Lamp
- (en) Brevet U.S. 488585 Electric-Arc Lamp
- (en) Brevet U.S. 500629 Electric Switch
- (en) Brevet U.S. 508647 Electric-Lighting System
- (en) Brevet U.S. 501114 Lightning-Arrester
- (en) Brevet U.S. 502788 Regulator For Electric Generators
- (en) Brevet U.S. 518291 Mode Of Cooling Electric Motors
- (en) Brevet U.S. 735621 Electrostatic Motor
- (en) Brevet U.S. 1078225 Electrical Welding Of Sheet Metal